# Боретто
Боретто (італ. Boretto) — муніципалітет в Італії, у регіоні Емілія-Романья,  провінція Реджо-Емілія.
Боретто розміщене на відстані близько 370 км на північний захід від Рима, 80 км на північний захід від Болоньї, 24 км на північ від Реджо-нелль'Емілії.
Населення — 5315 осіб (2014).
Щорічний фестиваль відбувається 25 квітня. Покровитель — Святий Марко.

## Демографія
Населення за роками:

Станом на 1 січня 2023 року в муніципалітеті офіційно проживали 742 іноземці з 46 країн, серед них 89 громадян країн Євросоюзу та 45 громадян України.

## Сусідні муніципалітети
- Брешелло
- Кастельново-ді-Сотто
- Гуальтієрі
- Помпонеско
- Повільйо
- В'ядана